# Leichtathletik-U20-Südamerikameisterschaften 2023
Die 45. Leichtathletik-U20-Südamerikameisterschaften fanden vom 19. bis zum 21. Juni 2023 in der kolumbianischen Hauptstadt Bogotá statt. Damit fanden die Juniorenmeisterschaften zum siebten Mal in Kolumbien statt, zum zweiten Mal in Bogotá nach 1990.

## Ergebnisse

### Männer

#### 100 m
| Platz | Athlet                | Land | Zeit (s)       |
| ----- | --------------------- | ---- | -------------- |
| 1     | Renan Gallina         | BRA  | 10,01 CR AU20R |
| 2     | Ronal Longa           | COL  | 10,08 NR       |
| 3     | Ezekiel Newton        | GUY  | 10,42 PB       |
| 4     | Tomás Mondino         | ARG  | 10,52          |
| 5     | Lucas Adrian Villegas | ARG  | 10,58          |
| 6     | Gustavo Mongelos      | PAR  | 10,73          |
| 7     | Juan Pedro Álvarez    | URU  | 10,75          |
| 8     | Benjamin Aravena      | CHI  | 10,79          |

Datum: 19. Mai
Wind: +1,9 m/s

#### 200 m
| Platz | Athlet             | Land | Zeit (s) |
| ----- | ------------------ | ---- | -------- |
| 1     | Ezekiel Newton     | GUY  | 20,96 PB |
| 2     | Enoc Marum Moreno  | COL  | 21,04    |
| 3     | Tomás Mondino      | ARG  | 21,16    |
| 4     | Jaheel Cornette    | GUY  | 21,43    |
| 5     | João Vítor Pereira | BRA  | 21,54    |
| 6     | Jhumiler Sánchez   | PAR  | 21,70    |
| 7     | Tomás Villegas     | ARG  | 21,87    |
| 8     | Adrián Nicolari    | URU  | 22,34    |

Datum: 21. Mai
Wind: −0,2 m/s

#### 400 m
| Platz | Athlet              | Land | Zeit (s) |
| ----- | ------------------- | ---- | -------- |
| 1     | Vinícius Moura      | BRA  | 46,32 PB |
| 2     | Elias Oliveira      | BRA  | 46,64    |
| 3     | Dusthin Morquecho   | ECU  | 47,51 PB |
| 4     | Agustin Coronel     | ARG  | 47,68 PB |
| 5     | Oscar Santiago Leal | COL  | 48,44 PB |
| 6     | Santiago Suárez     | COL  | 48,52 PB |
| 7     | Ian Andrey Pata     | ECU  | 48,64    |
| 8     | Jeffelou Koorndijk  | SUR  | 48,70 PB |

Datum: 19. Mai

#### 800 m
| Platz | Athlet              | Land | Zeit (min) |
| ----- | ------------------- | ---- | ---------- |
| 1     | Uriel Rodrigo Muñoz | ARG  | 1:51,56 PB |
| 2     | Gabriel Porfírio    | BRA  | 1:52,14    |
| 3     | Marco Túlio Silva   | BRA  | 1:52,71    |
| 4     | Klaus Hans Selman   | CHI  | 1:53,02    |
| 5     | Héctor Gómez        | VEN  | 1:53,35    |
| 6     | Julian Andrés Gómez | COL  | 1:53,54 PB |
| 7     | Gonzalo Gervasini   | URU  | 1:54,07    |
| 8     | Lucas Alberto Jara  | CHI  | 1:54,11    |

21. Mai

#### 1500 m
| Platz | Athlet                | Land | Zeit (min) |
| ----- | --------------------- | ---- | ---------- |
| 1     | Pedro Marín           | COL  | 3:56,67    |
| 2     | Uriel Rodrigo Muñoz   | ARG  | 3:59,66    |
| 3     | Lucas Alberto Jara    | CHI  | 4:00,25    |
| 4     | Elvis Companocca      | PER  | 4:00,51 PB |
| 5     | Nider Pariona         | PER  | 4:06,85 PB |
| 6     | David Preciado        | COL  | 4:07,66    |
| 7     | Marco Tulio Silva     | BRA  | 4:14,23    |
| 8     | Marcos Daniel Jiménez | ECU  | 4:15,55    |

19. Mai

#### 3000 m
| Platz | Athlet                 | Land | Zeit (min) |
| ----- | ---------------------- | ---- | ---------- |
| 1     | Pedro Marín            | COL  | 8:44,29    |
| 2     | Luis Chávez            | PER  | 8:46,49    |
| 3     | Nider Pariona          | PER  | 8:48,59    |
| 4     | Jessiel Alexander Páez | ECU  | 8:52,85 PB |
| 5     | Carlos Daniel Peñafiel | ECU  | 9:00,33    |
| 6     | Santiago Lagos         | COL  | 9:04,55    |
| 7     | Lorenzo Riba           | ARG  | 9:24,11    |
| 8     | Samuel Costa           | BRA  | 10:07,93   |

20. Mai

#### 5000 m
| Platz | Athlet                  | Land | Zeit (min) |
| ----- | ----------------------- | ---- | ---------- |
| 1     | Luis Chávez             | PER  | 15:08,79   |
| 2     | Elvis Companocca        | PER  | 15:42,47   |
| 3     | Thomas Edison Quinahuan | ECU  | 15:47,42   |
| 4     | Yesid Duvan Camargo     | COL  | 16:17,79   |
| 5     | Diego Fernando Orozco   | COL  | 16:58,02   |
| 6     | Juan Domínguez          | ECU  | 17:28,02   |
| 7     | Samuel Costa            | BRA  | 18:06,15   |
|       | Marco Tulio Silva       | BRA  | DNF        |

21. Mai

#### 10.000 m Gehen
| Platz           | Athlet                 | Land | Zeit (min) |
| --------------- | ---------------------- | ---- | ---------- |
| 1               | Miguel Arcangel Peña   | COL  | 44:29,66   |
| 2               | Jesus Leonardo Ramírez | COL  | 45:40,02   |
| 3               | Otávio Henrique        | BRA  | 48:52,28   |
| 4               | Alex Sánchez           | ECU  | 49:46,89   |
| 5               | Klaubert Ferreira      | BRA  | 51:35,13   |
|                 | Miguel Ángel Quispe    | PER  | DNF        |
| Saul Wamputsrik | ECU                    | DSQ  |            |

19. Mai

#### 110 m Hürden (99 cm)
| Platz | Athlet                    | Land | Zeit (s)       |
| ----- | ------------------------- | ---- | -------------- |
| 1     | José Eduardo Mendes       | BRA  | 13,41 CR AU20R |
| 2     | Thiago Ornelas dos Santos | BRA  | 13,53 PB       |
| 3     | Egbert Espinoza           | VEN  | 14,03 PB       |
| 4     | Alexandro Sanmartín       | COL  | 14,30 PB       |
| 5     | Geronimo Cañizalez        | COL  | 14,36 PB       |
| 6     | Juan Pablo Escalona       | VEN  | 15,38          |
| 7     | Fabrizio Jara             | PAR  | 15,51          |
| 8     | Jael Vergara              | PAN  | 16,35          |

19. Mai
Wind: 0,0 m/s

#### 400 m Hürden
| Platz | Athlet                     | Land | Zeit (s) |
| ----- | -------------------------- | ---- | -------- |
| 1     | Vinícius de Brito          | BRA  | 51,98 PB |
| 2     | Egbert Espinoza            | VEN  | 52,08    |
| 3     | Ian Andrey Pata            | ECU  | 52,87 PB |
| 4     | Nicanor Millan             | CHI  | 53,90 PB |
| 5     | German Moises Escorcia     | COL  | 54,62 PB |
| 6     | Freddy José Jímenez        | COL  | 55,24 PB |
| 7     | José Miguel Goio           | CHI  | 55,28    |
|       | Samuel Vinícius dos Santos | BRA  | DNF      |

20. Mai

#### 3000 m Hindernis
| Platz                  | Athlet                    | Land | Zeit (min)  |
| ---------------------- | ------------------------- | ---- | ----------- |
| 1                      | Yeferson Cuno             | PER  | 09:24,84    |
| 2                      | Wilson Steven Navarrete   | ECU  | 09:26,40    |
| 3                      | Vinícius de Almeida       | BRA  | 10:15,94    |
| 4                      | Paul Yilmer Torres        | COL  | 10:24,26 PB |
| 5                      | Santiago Arcila Gutiérrez | COL  | 12:04,94    |
|                        | Bruno Diego Oliveira      | BRA  | DNF         |
| Jeronimo Pedro Peralta | ARG                       | DNF  |             |

21. Mai

#### 4 × 100 m Staffel
| Platz | Land        | Athleten                                                                 | Zeit (min) |
| ----- | ----------- | ------------------------------------------------------------------------ | ---------- |
| 1     | Kolumbien   | Dainer Guaitoo Ronal Longa Enoc Marum Moreno Esteban Díaz                | 39,77      |
| 2     | Brasilien   | José Eduardo Mendes Matheus Aparecido João Vitor Pereira Renan Gallina   | 39,80      |
| 3     | Argentinien | Matias Agustín Castro Lucas Adrian Villegas Tomás Villegas Tomás Mondino | 40,18      |
| 4     | Paraguay    | Paul Wood Jhumiler Sánchez Anhuar Duarte Gustavo Mongelos                | 41,31      |
| 5     | Ecuador     | Josue Dilan Cortez Ian Andrey Pata Santiago Llerena Roy Chila            | 41,59      |
| 6     | Chile       | Diego Bustamante Benjamin Aravena Martín Steffens Tomas Godoy            | 42,18      |

19. Mai

#### 4 × 400 m Staffel
| Platz | Land        | Athleten                                                                      | Zeit (min) |
| ----- | ----------- | ----------------------------------------------------------------------------- | ---------- |
| 1     | Brasilien   | Samuel Vinícius dos Santos Vinícius de Brito Vinícius Moura Elias Oliveira    | 3:11,70    |
| 2     | Kolumbien   | Yampol Perea Santiago Suárez Adrian Alejandro Mendoza Ericksson de Jesus      | 3:14,71    |
| 3     | Ecuador     | Dusthin Morquecho Josue Dilan Cortez Santiago Llerena Ian Andrey Pata         | 3:14,78    |
| 4     | Chile       | Klaus Hans Selman Nicanor Millan José Goio Tomas Godoy                        | 3:16,86    |
| 5     | Argentinien | Lucas Adrian Villegas Matias Agustín Castro Tomás Mondino Uriel Rodrigo Muñoz | 3:18,78    |
| 6     | Venezuela   | Ricardo David Montes Egbert Espinoza Héctor Gómez Robert Montes               | 3:27,60    |
| 7     | Paraguay    | Gustavo Mongelos Anhuar Duarte Paul Wood Jhumiler Sánchez                     | 3:27,91    |

21. Mai

#### Hochsprung
| Platz | Athlet                | Land | Höhe (m) |
| ----- | --------------------- | ---- | -------- |
| 1     | Cristóbal Sahurie     | CHI  | 2,10 PB  |
| 2     | Eron Maciel de Araújo | BRA  | 2,08     |
| 3     | Benjamin Aguilera     | ARG  | 2,06 PB  |
| 4     | Walter Alfonzo        | ARG  | 2,00     |
| 5     | Alonso Josué Gaitan   | PAN  | 1,90     |
| 6     | Isaiah Trim           | GUY  | 1,90 PB  |
| 7     | Juan David Correa     | COL  | 1,85     |
| 8     | Eric Guedes           | BRA  | 1,80     |

21. Mai

#### Stabhochsprung
| Platz | Athlet                  | Land | Weite (m) |
| ----- | ----------------------- | ---- | --------- |
| 1     | Ricardo David Montes    | VEN  | 5,20 CR   |
| 2     | Aurélio Miguel de Souza | BRA  | 4,90      |
| 3     | Andreas Kreiss          | BRA  | 4,80      |
| 4     | Leonardo Olate          | CHI  | 4,60      |
| 5     | Nicolas Alberto Rosero  | COL  | 4,30 PB   |
| 6     | Brayant Herrera         | VEN  | 4,20      |
|       | Agustín Carril          | COL  | NMH       |

19. Mai

#### Weitsprung
| Platz | Athlet                  | Land | Weite (m) |
| ----- | ----------------------- | ---- | --------- |
| 1     | Matheus Aparecido       | BRA  | 7,69 PB   |
| 2     | Diego Andres Bustamante | CHI  | 7,51 w    |
| 3     | Ezequiel Sferra         | ARG  | 7,32      |
| 4     | Roy Chila               | ECU  | 7,19      |
| 5     | Adrián Nazareno         | ECU  | 7,13      |
| 6     | Eron Leitch             | GUY  | 7,07 PB   |
| 7     | Ricardo David Montes    | VEN  | 6,93      |
| 8     | Robert Montes           | VEN  | 6,76 PB   |

19. Mai

#### Dreisprung
| Platz | Athlet                  | Land | Weite (m) |
| ----- | ----------------------- | ---- | --------- |
| 1     | Santiago Theran         | COL  | 15,35 PB  |
| 2     | Diego Andres Bustamante | CHI  | 15,02 PB  |
| 3     | Adrián Nazareno         | ECU  | 14,93     |
| 4     | Roy Chila               | ECU  | 14,92     |
| 5     | Pedro Souza             | BRA  | 14,58 PB  |
| 6     | Mauricio Rivera         | BOL  | 14,38     |
| 7     | Alexandro Sanmartín     | COL  | 14,33 PB  |
| 8     | Gabriel Fernandes       | BRA  | 14,11     |

20. Mai

#### Kugelstoßen (6 kg)
| Platz | Athlet            | Land | Weite (m) |
| ----- | ----------------- | ---- | --------- |
| 1     | Alberto Rodrigues | BRA  | 17,26     |
| 2     | Erik Caicedo      | ECU  | 16,43     |
| 3     | Vítor de Souza    | BRA  | 16,33     |
| 4     | Darwin Meneses    | COL  | 16,20     |
| 5     | Álvaro Gelvez     | ARG  | 15,29     |
| 6     | Santiago Pimentel | COL  | 14,27 PB  |

19. Mai

#### Diskuswurf (1,75 kg)
| Platz | Athlet                  | Land | Weite (m) |
| ----- | ----------------------- | ---- | --------- |
| 1     | Juan David Montaño      | COL  | 55,76 PB  |
| 2     | Hollman Ewit Villamizar | COL  | 54,04     |
| 3     | Alberto Rodrigues       | BRA  | 51,20     |
| 4     | Alan Fell               | CHI  | 51,08     |
| 5     | Juan Anding             | BRA  | 48,03     |
| 6     | Álvaro Gelvez           | ARG  | 47,73 PB  |

21. Mai

#### Hammerwurf (6 kg)
| Platz | Athlet              | Land | Weite (m) |
| ----- | ------------------- | ---- | --------- |
| 1     | Jean Carlos Ortiz   | COL  | 72,38 PB  |
| 2     | Tomas Olivera       | ARG  | 68,75     |
| 3     | Cipriano Riquelme   | CHI  | 67,09     |
| 4     | Juan Scarpetta      | COL  | 63,73 PB  |
| 5     | Henrique dos Santos | BRA  | 57,09     |
| 6     | Sebastián Alza      | URU  | 55,49 PB  |
| 7     | Saul Cuero          | ECU  | 53,41 PB  |
|       | Miguel Castro       | CHI  | NM        |

19. Mai

#### Speerwurf
| Platz | Athlet              | Land | Weite (m) |
| ----- | ------------------- | ---- | --------- |
| 1     | Arthur Monteiro     | BRA  | 66,03 PB  |
| 2     | Yirmar Ariel Torres | ECU  | 64,64 PB  |
| 3     | Yuri Moreira        | BRA  | 59,11     |
| 4     | Pablo Bssi          | CHI  | 57,78     |
| 5     | Carlos Cordoba      | VEN  | 57,61     |
| 6     | Juan Guevara        | COL  | 55,01     |
| 7     | Bleiner Cervantes   | COL  | 54,03     |

19. Mai

#### Zehnkampf
| Platz | Athlet              | Land | Punkte  |
| ----- | ------------------- | ---- | ------- |
| 1     | Luiz Arthur Caetano | BRA  | 6855 PB |
| 2     | Edgar Rosabal       | URU  | 6632 PB |
| 3     | Carlos Cordoba      | VEN  | 6561 PB |
| 4     | Ignacio Sambucetti  | ARG  | 6219 PB |
| 5     | Mayron dos Santos   | BRA  | 5825    |
| 6     | Ivan Mosquera       | COL  | 4412 PB |
|       | Jefferson Paredes   | ECU  | DNF     |

19. / 20. Mai

### Frauen

#### 100 m
| Platz | Athletin             | Land | Zeit (s) |
| ----- | -------------------- | ---- | -------- |
| 1     | Melany Bolaño        | COL  | 11,53 PB |
| 2     | Suellen de Sant'Anna | BRA  | 11,62 PB |
| 3     | Tainara Mees         | BRA  | 11,70 PB |
| 4     | Marlet Ospino        | COL  | 11,71    |
| 5     | Paula Daruich        | PER  | 11,74 PB |
| 6     | Valentina Napolitano | ARG  | 12,06 PB |
| 7     | Victoria Zanolli     | ARG  | 10,75    |
| 8     | Karese Lloyd         | GUY  | 12,15    |

Datum: 19. Mai
Wind: −0,1 m/s

#### 200 m
| Platz | Athletin             | Land | Zeit (s) |
| ----- | -------------------- | ---- | -------- |
| 1     | Melany Bolaño        | COL  | 23,43    |
| 2     | Suellen de Sant'Anna | BRA  | 23,44 PB |
| 3     | Tianna Springer      | GUY  | 23,72 PB |
| 4     | Beynaili Romero      | VEN  | 24,00    |
| 5     | Antonia Ramírez      | CHI  | 24,47    |
| 6     | Larissa Souza        | BRA  | 24,69    |
| 7     | Génesis Cañola       | ECU  | 25,02    |
| 8     | Xiomara Ibarra       | ECU  | 25,19 PB |

Datum: 21. Mai
Wind: +1,5 m/s

#### 400 m
| Platz | Athletin              | Land | Zeit (s)    |
| ----- | --------------------- | ---- | ----------- |
| 1     | Tianna Springer       | GUY  | 53,28 CR PB |
| 2     | Camille de Oliveira   | BRA  | 54,08 PB    |
| 3     | Nahomy Castro         | COL  | 54,46 PB    |
| 4     | Júlia Aparecida Rocha | BRA  | 54,52       |
| 5     | Paola Loboa           | COL  | 55,52       |
| 6     | Xiomara Ibarra        | ECU  | 56,61       |
| 7     | Wilismar Padrón       | VEN  | 57,61       |
| 8     | Sofia Ibarra          | ARG  | 58,53       |

Datum: 19. Mai

#### 800 m
| Platz | Athletin           | Land | Zeit (min) |
| ----- | ------------------ | ---- | ---------- |
| 1     | Anita Poma         | PER  | 2:06,69    |
| 2     | Karol Mosquera     | COL  | 2:11,26 PB |
| 3     | Luise Rosa Braga   | BRA  | 2:12,17 PB |
| 4     | Pamela Baretto     | ECU  | 2:12,74 PB |
| 5     | Nazarena Filpo     | URU  | 2:17,05    |
| 6     | Juana Zuberbuhler  | ARG  | 2:18,09    |
| 7     | María Gelvez       | COL  | 2:21,80    |
|       | Stefany dos Santos | BRA  | DNF        |

Datum: 21. Mai

#### 1500 m
| Platz | Athletin         | Land | Zeit (min) |
| ----- | ---------------- | ---- | ---------- |
| 1     | Anita Poma       | PER  | 4:33,15    |
| 2     | Karol Luna       | COL  | 4:38,72    |
| 3     | Helena Mees      | BRA  | 4:46,78    |
| 4     | Lilian Mateo     | BOL  | 4:53,11    |
| 5     | Pamela Baretto   | ECU  | 5:00,11    |
| 6     | Laura Rojas      | COL  | 5:03,48    |
| 7     | Luise Rosa Braga | BOL  | 5:20,31    |

Datum: 19. Mai

#### 3000 m
| Platz | Athletin             | Land | Zeit (min) |
| ----- | -------------------- | ---- | ---------- |
| 1     | Verónica Huacasi     | PER  | 10:07,40   |
| 2     | Karol Luna           | COL  | 10:15,04   |
| 3     | Luzmarina Choquepuma | PER  | 10:42,52   |
| 4     | Laura Ávila          | COL  | 10:49,72   |
| 5     | Helena Mees          | BRA  | 11:02,20   |
| 6     | Ana Mees             | BRA  | 11:06,85   |

Datum: 20. Mai

#### 5000 m
| Platz | Athletin             | Land | Zeit (min)  |
| ----- | -------------------- | ---- | ----------- |
| 1     | Verónica Huacasi     | PER  | 17:31,08    |
| 2     | Lilian Mateo         | BOL  | 17:46,94    |
| 3     | Jeidy Mora           | COL  | 18:02,08 PB |
| 4     | Laura Rojas          | COL  | 18:25,79    |
| 5     | Luzmarina Choquepuma | PER  | 19:00,88    |
| 6     | Luisa Monteiro       | BRA  | 19:07,74    |
|       | Ana Mees             | BRA  | DNF         |

Datum: 21. Mai

#### 10.000 m Bahngehen
| Platz | Athletin             | Land | Zeit (min) |
| ----- | -------------------- | ---- | ---------- |
| 1     | Natalia Pulido       | COL  | 50:03,61   |
| 2     | Rubi García          | COL  | 51:36,38   |
| 3     | Gabrielly dos Santos | BRA  | 52:18,90   |
| 4     | Gabrielly Pereira    | BRA  | 60:50,01   |
|       | Sara Encalada        | ECU  | DNF        |

Datum: 20. Mai

#### 100 m Hürden
| Platz | Athletin                 | Land | Zeit (s) |
| ----- | ------------------------ | ---- | -------- |
| 1     | Lays Cristina Silva      | BRA  | 13,76    |
| 2     | Chia Ruan                | CHI  | 13,97 PB |
| 3     | Helen Bernard            | ARG  | 14,02 PB |
| 4     | Camila Jiménez           | BOL  | 14,70    |
| 5     | Luz Castro               | COL  | 15,20    |
| 6     | María Alejandra Castillo | ECU  | 15,25    |
|       | María Alejandra Murillo  | COL  | DSQ      |

19. Mai
Wind: +0,5 m/s

#### 400 m Hürden
| Platz | Athletin                | Land | Zeit (s) |
| ----- | ----------------------- | ---- | -------- |
| 1     | Camille de Oliveira     | BRA  | 57,93 PB |
| 2     | Amanda Miranda da Silva | BRA  | 59,84    |
| 3     | Helen Bernard           | ARG  | 60,11 PB |
| 4     | Yariana Carpio          | VEN  | 62,25 PB |
| 5     | Daniela Torres          | ECU  | 64,57 PB |
| 6     | Juliana Garces          | COL  | 64,82    |
| 7     | Andrea Barzallo         | ECU  | 68,66    |
| 8     | Sayuri Renteria         | COL  | 68,66    |

20. Mai

#### 3000 m Hindernis
| Platz | Athletin         | Land | Zeit (min)  |
| ----- | ---------------- | ---- | ----------- |
| 1     | Russel Cjuro     | PER  | 11:45,62    |
| 2     | Laura Camargo    | COL  | 11:46,11 PB |
| 3     | Gabriela Tardivo | BRA  | 12:05,37    |
| 4     | Zuleima Benitez  | COL  | 13:07,39    |
| 5     | Melany Guerrero  | URU  | 15:26,49    |
|       | Juliany da Costa | BRA  | DNF         |

21. Mai

#### 4 × 100 m Staffel
| Platz | Land        | Athletinnen                                                             | Zeit (s) |
| ----- | ----------- | ----------------------------------------------------------------------- | -------- |
| 1     | Brasilien   | Larissa Souza Vanessa Sena Suellen de Sant'Anna Tainara Mees            | 44,81    |
| 2     | Kolumbien   | Sofia Molina Melany Bolaño Yesenia Sánchez Laura Martínez               | 45,09    |
| 3     | Argentinien | Sofía Ibarra María Paz Valentina Napolitano Victoria Zanolli            | 47,52    |
| 4     | Ecuador     | María Alejandra Castillo Xiomara Ibarra Génesis Cañola Marolyn Pastrana | 47,87    |
| 5     | Bolivien    | Daniela Vaca Alessandra Mariane Emily Zurita Camila Jiménez             | 48,04    |
| 6     | Chile       | Maria Acuña Antonia Ramírez Matilde Tejos Chia Ruan                     | 48,16    |
| 7     | Paraguay    | Jazmin Quiñonez Cecilia Narváez Melissa Aranda Mirian del Rosario       | 49,33    |

19. Mai

#### 4 × 400 m Staffel
| Platz | Land        | Athletinnen                                                                                 | Zeit (min) |
| ----- | ----------- | ------------------------------------------------------------------------------------------- | ---------- |
| 1     | Kolumbien   | Sofia Molina Paola Loboa Karol Tangarife Nahomy Castro                                      | 3:39,08    |
| 2     | Brasilien   | Amanda Miranda da Silva Camille de Oliveira Júlia Aparecida Rocha Maria Eduarda de Oliveira | 3:42,08    |
| 3     | Argentinien | Sofia Ibarra Juana Zuberbuhler Helen Bernard Renata Godoy                                   | 3:52,10    |
| 4     | Ecuador     | Daniela Torres Génesis Cañola Andrea Barzallo Xiomara Ibarra                                | 3:54,71    |
| 5     | Bolivien    | Alessandra Mariane Camila Jiménez Emily Zurita Daniela Vaca                                 | 3:58,98    |

21. Mai

#### Hochsprung
| Platz | Athletin              | Land | Höhe (m) |
| ----- | --------------------- | ---- | -------- |
| 1     | Hellen Tenorio        | COL  | 1,80     |
| 2     | María Isabel Arboleda | COL  | 1,78     |
| 3     | Gabriela da Silva     | BRA  | 1,73     |
| 4     | Maria de Oliveira     | BRA  | 1,70     |
| 5     | Silvina Gil           | URU  | 1,60     |

19. Mai

#### Stabhochsprung
| Platz | Athletin          | Land | Höhe (m) |
| ----- | ----------------- | ---- | -------- |
| 1     | Carolina Scarponi | ARG  | 3,50     |
| 2     | Izabella Lindolfo | BRA  | 3,50     |
| 3     | Josefina Brunet   | ARG  | 3,50     |
| 4     | Dreyfus Asunción  | CHI  | 3,50     |
| 5     | Carol Ruiz        | COL  | 3,30     |
| 6     | María Acosta      | VEN  | 3,30     |
|       | Ana Mykal Cardoso | BRA  | NMH      |

21. Mai

#### Weitsprung
| Platz | Athletin               | Land | Weite (m) |
| ----- | ---------------------- | ---- | --------- |
| 1     | Vanessa Sena           | BRA  | 6,20      |
| 2     | Victoria Zanolli       | ARG  | 6,20 PB   |
| 3     | Angie Vanessa Palacios | COL  | 6,09      |
| 4     | Maria Candido          | BRA  | 6,03 =PB  |
| 5     | Nerli Cantoñi          | COL  | 5,86      |
| 6     | Melanye Yugcha         | ECU  | 5,81 PB   |
| 7     | Paula Daruich          | PER  | 5,69      |
| 8     | Camila Jiménez         | BOL  | 5,68      |

20. Mai

#### Dreisprung
| Platz | Athletin          | Land | Weite (m) |
| ----- | ----------------- | ---- | --------- |
| 1     | Mairy Pires       | VEN  | 13,35 PB  |
| 2     | Valery Arce       | COL  | 12,94 PB  |
| 3     | Nerli Cantoñi     | COL  | 12,43     |
| 4     | Matilde Tejos     | CHI  | 12,35     |
| 5     | Beatriz Cristaldo | BRA  | 12,32     |
| 6     | Rafaela Delgado   | PER  | 12,11     |
| 7     | Melanye Yugcha    | ECU  | 11,90     |
| 8     | Camila Jiménez    | BOL  | 11,70     |

21. Mai

#### Kugelstoßen
| Platz | Athletin              | Land | Weite (m) |
| ----- | --------------------- | ---- | --------- |
| 1     | Taniele da Silva      | BRA  | 14,46 PB  |
| 2     | Belsy Quiñonez        | ECU  | 12,85     |
| 3     | Mule Florencia Dupans | ARG  | 12,62     |
| 4     | Valentina Ulloa       | CHI  | 12,41     |
| 5     | Maria Eduarda Dantas  | BRA  | 12,38     |
| 6     | Sury Murillo          | COL  | 12,07     |
| 7     | Luisanyz Fuentes      | VEN  | 11,74     |
| 8     | Luisseylin Enara      | COL  | 11,27     |

19. Mai

#### Diskuswurf
| Platz | Athletin         | Land | Weite (m) |
| ----- | ---------------- | ---- | --------- |
| 1     | Valentina Ulloa  | CHI  | 47,89 PB  |
| 2     | Camila Flach     | BRA  | 47,42     |
| 3     | Angelica Caicedo | COL  | 46,53 PB  |
| 4     | Maria Eduarda    | BRA  | 46,17     |
| 5     | Ratibel Candela  | ARG  | 44,74     |
| 6     | Lorena Caicedo   | ECU  | 44,08 PB  |
| 7     | Valeria Celis    | VEN  | 41,92     |
| 8     | Estefania Mena   | COL  | 40,92 PB  |

20. Mai

#### Hammerwurf
| Platz | Athletin           | Land | Weite (m) |
| ----- | ------------------ | ---- | --------- |
| 1     | Catalina Rodríguez | COL  | 58,17     |
| 2     | Giuliana Baigorria | ARG  | 57,83 PB  |
| 3     | Yenniver Veroes    | VEN  | 55,15 PB  |
| 4     | Carmela Cocco      | ARG  | 51,37     |
| 5     | Jennifer Elizalde  | ECU  | 50,52     |
| 6     | Agnys Ribeiro      | BRA  | 49,94 PB  |
| 7     | Carol Hurtado      | COL  | 49,18 PB  |
| 8     | Nathaly Midon      | BRA  | 45,95     |

19. Mai

#### Speerwurf
| Platz | Athletin          | Land | Weite (m)   |
| ----- | ----------------- | ---- | ----------- |
| 1     | Manuela Rotundo   | URU  | 56,24 CR NR |
| 2     | Constanza Acevedo | CHI  | 41,02       |
| 3     | Gabriella Cazoti  | BRA  | 40,81 PB    |
| 4     | Dayanys Rosiris   | COL  | 36,88       |

19. Mai

#### Siebenkampf
| Platz | Athletin           | Land | Punkte  |
| ----- | ------------------ | ---- | ------- |
| 1     | Renata Godoy       | ARG  | 5123 PB |
| 2     | Tainara Mees       | BRA  | 5063    |
| 3     | Julia Marconato    | BRA  | 5011    |
| 4     | Yudisa Martínez    | COL  | 4626 PB |
| 5     | María Reinoso      | COL  | 4583 PB |
| 6     | Labranque Macarena | CHI  | 4439    |
| 7     | Sofía Ingold       | URU  | 4422 PB |

19. / 20. Mai

### Mixed

#### 4 × 400 m Staffel
| Platz | Land        | Athleten                                                                | Zeit (min) |
| ----- | ----------- | ----------------------------------------------------------------------- | ---------- |
| 1     | Brasilien   | Vinícius Moura Camille de Oliveira Elias Oliveira Júlia Aparecida Rocha | 3:22,84 CR |
| 2     | Kolumbien   | Paola Loboa Nahomy Castro Oscar Leal Santiago Suárez                    | 3:25,85    |
| 3     | Ecuador     | Dusthin Morquecho Daniela Torres Ian Andrey Pata Santiago Llerena       | 3:34,46    |
| 4     | Chile       | Tomas Godoy Antonia Ramírez Nicanor Millan Maria Acuña                  | 3:36,59    |
| 5     | Argentinien | Sofía Ibarra Matías Castro Valentina Napolitano Lucas Villegas          | 3:40,27    |

20. Mai